# Кисеоник
Кисеоник (лат. oxygenium, из грч. ὀξύς‚ oxys — што значи оштар, кисео и γεννάω‚ gen — који ствара, односно онај који ствара киселину) је хемијски елемент који се означава симболом O и има атомски број 8. У периодном систему налази се у шестој главној групи, односно припада халкогеним неметалима. Он је најраспрострањенији елемент у Земљиној кори са уделом од 48,9% до 49,4%, односно око 30% по масеном уделу, по чему је после гвожђа други по распрострањености. Такође чини и 20,8% Земљине атмосфере.
У елементарном облику кисеоник се претежно јавља као ковалентни хомодимер, тј. као једињење из два атома сумарне формуле O
2, што означава молекуларни кисеоник, диоксиген или дикисеоник. Он је безбојан гас без мириса и укуса, а у чистом ваздуху је заступљен са око 20,942%. Неопходан је за сагоревање и корозију. Потребан је за живот готово свих живих бића на Земљи. Стварају га биљке у процесу фотосинтезе, али га и саме троше за дисање, мада у мањој мери односу на количину коју производе фотосинтезом. За дисање биљке узимају кисеоник директно из ваздуха или ресорпцијом из воде (растворени кисеоник). У високим концентрацијама кисеоник је за већину живих бића отрован. Метастабилни, врло реактивни алотропни облик кисеоника са три атома кисеоника O
3 назива се озон.
Атомски кисеоник, односно кисеоник у облику слободних, појединачних атома је стабилан само под екстремним условима, на пример у вакууму у свемиру или у врелим атмосферама звијезда. Он има одређени значај као међупроизвод у многим реакцијама у хемију атмосфере.
Стабилни изотопи су ,  и 

## Историја
Шведско-немачки хемичар Карл Вилхелм Шиле 1774. и енглески хемичар Џозеф Пристли 1771, независно један од другог, открили су и изоловали кисеоник у склопу проучавања процеса сагоревања.
Од каменог доба до средњег века, ватра је за људе била врло значајна, као дар неба. Преко појаве ватре настала су различита веровања почев од природњачких античких филозофа до алхемичара. Ватра је била један од основних састојака у учењу о четири основна елемента. У 17. веку настало је веровање о постојању једног лаког тајанственог састојка или супстанце. Тај састојак под именом флогистон је наводно излазио из горућег материјала, тако да се топлота сматрала материјом. Шведско-немачки апотекар Карл Вилхелм Шиле извео је експерименте тако што је загревао манган-диоксид или калијум перманганат са концентрисаном сумпорном киселином (витриолом) чиме је добио безбојни гас. Овај гас је подржавао сагоревање те га је Шиле назвао горећи ваздух или по пореклу витриолни ваздух. Открио је и појаву да се обични ваздух састоји из тог кисеоника и „поквареног“ ваздуха. Потпуно независно од њега, енглески хемичар Џозеф Пристли је две године касније загревањем жива оксида такође добио кисеоник. Британац је своја запажања објавио 1774. године, док је Шиле објавио своју књигу Chemische Abhandlung von der Luft und dem Feuer тек 1777. године.
Упркос открића кисеоника и даље није био познат његов значај приликом сагоревања. Француз Антоан Лавоазје је током својих експеримената пронашао да се при сагоријевању не ослобађа флогистон, већ да се везује кисеоник. Помоћу вагања производа сагоревања пронашао је да материјал не постаје лакши него тежи. Узрок додатне тежине током процеса сагоревања било је везивање кисеоника. Тада се сматрало да је кисеоник основни састојак за прављење киселина. Због тога је и назван oxygenium (онај који гради киселине), а назив је предложио Лавоазје 1779. године. Неорганске киселине формиране растварањем неметалних оксида у води садрже кисеоник.
Халогени елементи, попут хлора и брома дуго времена су сматрани оксидима неког непознатог елемента. Касније је откривено да је водоник одговоран за кисели карактер. Научници Карол Олшевски и Зигмунт Флоренти Вроблевски су први успели да добију течни кисеоник 1883. године.

## Распрострањеност

### На Земљи
Кисеоник је најчешћи и најраспрострањенији елемент на Земљи. Осим у атмосфери, кисеоник је заступљен у везаном станњу у литосфери, и растворен у хидросфери и биосфери. Кисеоник има масени удео у Земљиној кори од око 50,5% (до дубине од 16 km, укључујући хидросферу и атмосферу). У ваздуху кисеоник има масени удео од 23,16%, а по запремини на њега отпада 20,95%. Као саставни део воде на њега отпада 88,8%, док га у морској води има само 86%, јер се у њој налазе растворене велике количине соли које не садрже кисеоник (попут обичне морске соли).
Највише кисеоника на Земљи је садржано у бројним хемијским једињењима. У Земљиној кори, поред воде, готово сви минерали и стене садрже неко од једињења кисеоника. Међу најважније минерале који садрже кисеоник убрајају се силикатни као што су фелдспати, оливини и други; карбонатни попут калцијум карбоната у кречњаку и оксиди као силицијум-диоксид у кварцу.
У елементарном стању кисеоник је везан у облику молекула  у гасном стању је у атмосфери и растворен у водама. Количина релативно реактивног елементарног кисеоника дугорочно је константна, јер биљке које производе кисеоник у процесу фотосинтезе отпуштају отприлике онолико кисеоника, колико аеробна жива бића користе за дисање заједно са кисеоником који се потроши за друге процесе оксидације или сагоревања. Без овог биолошког циклуса, кисеоник би се налазио искључиво у облику својих једињења, тако да елементарни кисеоник постоји у динамичкој равнотежи. Развој концентрације кисеоника у Земљиној атмосфери је детаљније обрађен у чланку развој Земљине атмосфере. У малим количинама у атмосфери се налази и алотропска модификација елементарног кисеоника познатог као озон .

### У свемиру
У свемиру, кисеоник је након водоника и хелијума трећи најчешћи елемент. Масени удео кисеоника у Сунчевом систему износи око 0,8% (што одговара бројном уделу атома од око 500 ppm). Кисеоник није настао током примордијалне нуклеосинтезе, али је присутан у огромним звездама у великим количинама услед 3α-процеса хелијума. У том процесу се из три језгра атома хелијума стварао , који се касније са још једном језгром хелијума спајао у . Кисеоник  је настао путем фузије језгра  са језгром . Такође и у такозваним звездама главног низа попут Сунца, кисеоник игра врло важну улогу при добијању енергије. У CNO-циклусу, кисеоник представља међупроизвод нуклеарних реакција, при чему делује као катализатор хватајући протоне из језгра , чиме настају језгра  (алфа честице). У екстремно тешким звездама у касној фази њиховог развоја долази до нуклеарне фузије кисеоника, при чему кисеоник служи као гориво за нуклеарне реакције којима настају још тежа језгра атома.
Већина белих патуљака, који по данашњем стању теорије представљају исход развоја 97% свих звезда, састоји се поред хелијума и угљеника, великим делом и од кисеоника.

## Особине

### Физичке особине
Молекуларни кисеоник је гас без боје, укуса и мириса, који се при −183  °C кондензује у безбојну течност. Међутим, у дебелим слојевима, течни и гасовити кисеоник има одређени плаву нијансу. На температури испод −218,75  °C течни кисеоник прелази у чврсто стање у облику плавих кристала. У чврстом стању парамагнетни молекули  се налазе на удаљености од 121 pm један од другог, а везани су двоструком везом. Елемент у чврстом стању се појављује у неколико модификација. Између −218,75 и −229,35  °C кисеоник је у кубној γ-модификацији, а између −229,35 и −249,26  °C има ромбоедарску β-модификацију. На температури испод −249,26  °C прелази у моноклинску α-модификацију која је и најстабилнија. Насупрот других неметала, кисеоник је парамагнетичан и има дирадикални карактер.
Тројна тачка кисеоника се налази на 54,36 K (−218,79  °C) и 0,1480 kPa. Критична тачка се налази при притиску од 50,4 бара и температури од 154,7 K (−118,4  °C). Критична густина износи .
Кисеоник у води није знатно растворан. Растворљивост зависи од притиска и температуре. Расте са падом температуре и повећањем притиска. При 0  °C и парцијалним притиском кисеоника од 212  у чистој води се раствара  кисеоника.
У спектралној цеви за пражњењем у гасу кисеоника молекуларне орбитале кисеоника се побуђују до емисије светлости. Услови под којима се ово одвија су притисак од око 5–10 mBar, висок напон електричне струје од 1,8 kV, јачина струје од 18 mA и њена фреквенција од 35 kHz. Рекомбиновањем јонизованих молекула гаса емитује се карактеристичан спектар боја спонтане емисије. При томе се само мањим делом, а условљено дотоком и додавањем енергије, реверзибилно ствара и озон.

### Хемијске особине
Кисеоник директно реагује са већином хемијских елемената. Постоји само неколико изузетака, нарочито међу неметалима и племенитим металима. Са азотом, кисеоник реагује само под посебним условима, и то за време муња али је њихово спајање могуће и у моторима са унутрашњим сагоријевањем. Флуор са кисеоником гради једињење дикисеоник дифлоур само на врло ниским температурама и под електричним пражњењем. Најплеменитији метал злато, хлор, бром и јод као и племенити гасови не реагују директно са кисеоником. Други племенити метали попут платине и сребра врло слабо реагују са кисеоником.
Елементарни, гасовити кисеоник је доста инертан, многе се реакције са њим при нормалним условима готово се не одвијају или се одвијају врло споро. Кисеоник је метастабилан, те су његове реакције кинетички онемогућене другим супстанцама. Да би се покренуле реакције са таквим кисеоником потребно је превазићи велику енергију активације или су неопходни неки врло реактивни радикали. Ова баријера се може прећи повећањем температуре, светлошћу или применом катализатора (попут платине). Осим тога реакција је онемогућена код многих метала, јер је материјал прекривен танким слојем металног оксида и стога је пасивизиран. Код неких реакција као што је експлозивна реакција са водоником, довољно је само неколико радикала да би дошло до реакције, након чега долази до изражаја механизам ланчане реакције. Много оксидативнији од гасовитог кисеоника, и поред ниских температура, је кисеоник у течном стању. У њему се врло лако гради реактивни синглетни кисеоник. Такође за разлику од воде и водене паре многе оксидације са кисеоником се одвијају много лакше.
Реакције са кисеоником су готово увек редокс реакције, у којима кисеоник по правилу узима два електрона и тако се редукује до оксида. Због тога се овај елемент убраја у оксидациона средства. Често ове реакције, због велике енергије решетки и веза која се ослобађа, протичу уз снажно ослобађање топлоте. Такође постоје и експлозивне реакције, као што је реакција праскавог гаса или експлозија прашине настала запаљењем иситњених материјала у ваздуху или чистом кисеонику.

## Изотопи
Најчешћи стабилни изотоп кисеоника је  (99,76%), а стабилни су још и изотопи  (0,20%) и  (0,037%). Осим стабилних изотопа познато је још 13 нестабилних, радиоактивних нуклида од  до  који се могу добити само вештачки. Његово време полураспада износи углавном само неколико милисекунди до секунди, од чега изотоп  има најдуже време полураспада од 2 минуте и често се користи за томографију емисијом позитрона.
Као једини стабилни изотоп, ретки  има спин језгра од 5/2 и може се употребљавати за испитивања путем нуклеарне магнетне резонанце (НМР).

## Примена
- У процесима сагоревања ради постизања виших температура.
- У хемијској индустрији за производњу синтетичких гасова, у пиролитичким процесима.
- Остале примене: биолошке науке, прехрамбена индустрија (као адитив Е948), научнотехничка истраживања.

### У медицини
Кориштење кисеоника у медицини подлеже законским регулативима и строгој контроли. У многим земљама, попут Немачке, боце кисеоника означене белом бојом, напуњене медицинским кисеоником важе за готово медицинско средство, тј. готов лек. Код његове употребе важно је обратити пажњу на пацијената са хроничним обољењем плућа, који пате од повећаног парцијалног притиска . Код таквих пацијената може због наглог прекомјерног дотока кисеоника доћи до такозване  наркозе и до престанка дисања.

### У техници
Индустријски, кисеоник се најчешће користи у металургији за производњу сировог гвожђа и челика, као и за рафинирање бакра. Чистији кисеоник или ваздух обогаћен кисеоником служи за постизање виших температура, а с друге стране за уклањање вишка угљеника, силицијума, мангана и фосфора из сировог челика, који се оксидују и бивају уклоњени. Чистији кисеоник у односу на обични ваздух има предности да се у растопљену сировину не уноси азот. Азот има негативан утицај на механичке карактеристике челика. У хемијским процесима кисеоник се користи највише за оксидацију различитих основних материјала, као што се олефинска оксидација етена у етилен оксид те делимична (парцијална) оксидација тешког лож-уља (тешког мазута) и угља. Осим тога, кисеоник је неопходан и за добијање водоника и синтетског гаса, као и за производњу сумпорне и азотне киселине. Оксидацијом са кисеоником добијају се врло важни производи хемијске индустрије попут ацетилена, ацеталдехида, сирћетне киселине, винилацетата и хлора.
Различити гориви гасови (пропан, водоник, етин и други) тек након мешања са кисеоником достижу довољно високу температуру сагоревања дајући врели пламен без чађи. Кисеоник се користи за аутогено заваривање и тврдо лемљење или топљење и обрађивање стакла. Осим загревања и паљења, примењује се и за сечење бетона самогоривим оксигенским копљем (термалним копљем) чиме се може оштрим млазом кисеоника резати и гвожђе.
Кисеоник се може претворити и у озон, као оксидационо средство у горивим ћелијама и у полупроводничкој техници. У ракетној технологији течни кисеоник се користи као оксидационо средство, а означава се скраћеницом LOX (по енглеском називу: liquid oxygen).

### Поступак са гасом
Употреба кисеоника под притиском и употреба течног кисеоника подлежу посебним прописима и мерама заштите.
Није дозвољен контакт кисеоника са органским материјалима. За течни кисеоник се препоручују аустенитни челници, алуминијум и легуре, бакар и легуре. Дозвољена је употреба флуорних полимера (тефлон). За гасовити кисеоник је под одређеним условима дозвољена примена угљеничних лако легираних челика и легура бакра и алуминијума.

## Озон у природи и његово добијање (стварање)
Озон је плавкасти гас карактеристичног продорног мириса, који је јако оксидационо средство, због чега се паре алкохола запале. Добио је име по грч. речи ozein, што значи; онај који мирише. Кисеоник се у природи, осим у облику двоатомног молекула, јавља и као троатомни молекул . Кисеоник и озон су алотропске модификације кисеоника. Алотропска модификација је појава да се један елемент јавља у више облика због начина на који се везује. Кисеоник има ковалентну двоструку неполарну везу, а озон троструку ковалентну везу.
Озон је алотропска модификација кисеоника чији се молекули састоје од три атома кисеоника. Обе везе између атома кисеоника су једнако дугачке, што упућује на то да у молекулу озона не постоји двострука веза, него да један електронски пар истодобно окружује језгра све три атома. Према томе, у молекулу озона постоје делокализовани електрони. Резонантне структуре означавају само једну врсту молекула с делокализованим електронима, а не смешу структурно различитих молекула који брзо прелазе један у други.
Када лети, након олујног пљуска с грмљавином, осване ведар и сунчан дан, осети се мирис „свежег ваздуха“. То је мирис озона у врло малим концентрацијама. Мирис озона се осети у ваздуху већ при запреминском односу од 1 ppm.
Озон у природи настаје у нижим слојевима атмосфере (тропосфери) и у вишим слојевима атмосфере (стратосфери; где је најзаступљенији на висини 20 - 25 km од тла). У стратосфери настаје из елементарног кисеоника. Он апсорбује ултраљубичасто зрачење које долази са Сунца и чије је деловање штетно за живе организме. Без стратосферског озона, живот на Земљи не би био могућ. Количина озона у тропосфери у првих 5km инад тла стално расте, што је посљедица повећања промета и индустрије.
Разна технолошка достигнућа (нпр. млазни авиони), као и упораба нових органских материја, узроковали су свеукупно смањење концентрације озона. Последица тога је разређивање озонског слоја, односно, како је то сликовито названо, стварање „озонских рупа“. Прве рупе су откривене изнад Антарктика 1985. године.
Озон се у општем случају добија међусобном реакцијом атомског и молекулског кисеоника. За добивање атомског кисеоника потребно је довести енергију најчешће у облику UV-зрачења или високог изменичног напона. У лабораторији се добија у озонизаторима електричним пражњењем у атмосфери кисеоника. Смеша у цеви озонизатора се хлади, јер се добијени озон брзо распада. У смеши добијеној у озонизатору је запремински удео озона 15%. Чист озон се може добити отечњавањем добијене смеше течним ваздухом и фракционом дестилацијом.
Осим у озонизатору (који се најчешће користи за прочишћавање река), озон се у лабораторији може добити реакцијом калијум перманганата и концентрисане сумпорне киселине.
Међународни дан озона се обележава 16. марта.

### Употреба озона
Озон је штетан за здравље јер надражује дисајне органе, веће концентрације изазивају крварење из носа и главобољу, а могу изазивати и смрт. После флуора је најјаче оксидационо средство, па се на том својству заснива његова употреба. Служи за стерилизацију воде, операцијских, биоскопских и спортских дворана (за убијање микроорганизама), затим се користи у фармацеутској, козметичкој, штампарској индустрији, те у индустрији папира, текстила и вештачких материјала.

## Фреон
Фреони су флуорисани и хлорисани деривати једноставних угљоводоника, који оштећују озон. Као синтетска једињења производе се још 1928. године. Лако се формирају и нису директно штетна на људско здравље, нису корозивна, и врло су постојана. Имају широку примену, нпр. у расхладним уређајима, хладњацима, те као потисни гасови у спрејовима.
Пошто су нереактивни и испарљиви, годинама дифундирају у све више слојеве атмосфере до стратосфере. Из молекула фреона, деловањем сунчеве светлости, ослобађају се атоми хлора. Атом хлора реагује с молекулом озона, при чему настају кисеоник и реактивни хлор(II) оксид, назван и „димећи пиштољ“. Његовом реакцијом с атомом кисеоника, атом хлора се поново ослобађа и низ реакција се понавља. Тако само један атом хлора може разорити неколико хиљада молекула озона.
У наведеним реакцијама би се атом хлора могао сматрати катализатором који вишеструко убрзава распад озона. Чак и када би се потпуно обуставила употреба фреона, било би потребно стотинак година да нестану из атмосфере.
Године 1987. донесен је Монтреалски протокол - споразум којим се земље потписнице обавезују на смањење употребе фреона за 50%.

## Вода
Најраспрострањеније једињење кисеоника на земљи је вода. Вода је присутна у сваком организму и нужна је за живот свих живих бића. Вода је реактант, али и продукт у многим реакцијама. Реагује с неким металима и неметалима, као и са њиховим оксидима. Иако је вода добар растварач за многе соли, само с некима и реагује.
Вода има особину да лако раствара многе материје, па тако, у свом кружном току у природи, вода раствори део материја са којима дође у контакт без обзира на то да ли су те материје чврсте, течне или гасовите. Вода која има мале количине растворених материја назива се меком водом, а вода која садржи веће количине растворених минерала назива се тврдом водом.
Дан вода се обележава 22. марта.

## Лабораторијско добијање и хемијска својства кисеоника
Кисеоник се у лабораторији може добити из једињења богатих кисеоником која га релативно лако отпуштају.
Загрејавањем калијум перманганата настаје кисеоник (који се доказује тињајућом пламеном). Калијум перманганат се разлаже на кисеоник, манган() оксид и калијум манганат.
Осим из калијум перманганата кисеоник се може добити термичким распадом и неких других једињења, на пример калијум хлората, калијум нитрата, жива(II) оксида (HgO).
а) Загревањем калијум хлората развија се кисеоник, чије се настајање убрзава додатком катализатора манган(IV) оксида.
б) Сумпор гори на ваздуху плавичастим пламеном, а у чистом кисеонику интензивним плавим пламеном.
Настали сумпор(IV) оксид има кисела својства, што доказује промена боје индикатора.
ц) Гвоздена вуна врло интензивно изгара у кисеонику стварајући мноштво искрица.
Продукт горења је сложени оксид гвожђа .
У чистом кисеонику процеси оксидације и изгарања напредују брже и бурније него с кисеоником из ваздуха. На сличан начин се може објаснити и зашто људи не могу живети у чистом кисеонику. Удисањем ваздуха у којем је  = 21%, реакције оксидације у организму се одвајају спорије, што одговара нашем метаболизму.
Осим горења и дисања, значајна реакција с кисеоником је корозија, особито метала. Кисеоник због велике реактивности, осим с већ поменутим елементима, реагује и с већином неметала и метала. С неметалима већином ствара киселе оксиде, а с металима базне оксиде, пероксиде или супероксиде. Због јако позитивног редукцијског електродног потенцијала, кисеоник је најважније оксидационо средство, па се управо на том својству темељи његова употреба.

### Индустријско добијање
Лабораторијски начини добијања кисеоника су прескупи за индустријске потребе, па се у ту сврху кисеоник добија из две врло приступачне и јефтине сировине - ваздуха и воде.
Из ваздуха се добија континуираном фракционом дестилацијом течног ваздуха, будући да су тачке кључања азота и кисеоника различите.
Најприје се из ваздуха уклоне (ваздух се очисти) прашина, угљеник() оксид, влага и друге примесе, па се затим утечни најчешће у Линдеовим поступком којим се могу постићи температуре ниже од -200 °C.
У Линдеовом уређају се ваздух најпре компримира. При томе се загрева па се хлади водом. Пролажењем кроз пригушени вентил нагло се шири и још јаче охлади. Тако охлађени експандирани ваздух враћа се у компресор и успут у измењивачу топлоте хлади се ваздух који ће се тек експандирати. Пре поновног уласка у компресор доводи се потребна количина новог ваздуха. Процес се понавља док се ваздух не охлади довољно да се отечни (-200 °C).
Добијени течни ваздух се доводи у колону за фракциону дестилацију, која се греје одоздо, па течни ваздух почиње да испарава. Како је азот испарљивији састојак, паре течног ваздуха које се крећу према врху колоне обогаћују се азотом, док се течни кисеоник као теже испарљив састојак спушта низ колону у при дну одводи из колоне. Овим се поступком не добију одмах чисти кисеоник и азот, јер добијене фракције увек садрже племените гасове. За добијање врло чистог кисеоника, као и за добијање племенитих плинова, сваку фракцију је потребно поново неколико пута фракционо дестилисати.
Нешто скупљи (и зато ређи) начин добијања кисеоника је електролиза воде. Притом се на аноди добија потпуно чист кисеоник. Примењује се кад је уз кисеоник потребан и водоник или тамо где има довољно јефтине електричне енергије.

### Дистрибуција
Најчешће се испоручује у челичним судовима - боцама, под притиском од 150 бара. Боце су појединачне или у батеријама - палетама са заједничким вентилом за пуњење и пражњење, у батеријама судова - боца трајно уграђеним на транспортно возило или у течном агрегатном стању специјалним транспортним возилима до резервоара корисника кисеоника.

## Е948
Е948 је код за адитив кисеоник у храни. 
- Функција и карактеристике: користи се у модификованој атмосфери код паковања као средство заштите.
- Производи: у гасу паковано поврће[22]

## Кружни ток кисеоника
Живот на Земљи резултат је еволуције базиране на Сунчевој енергији, присутности елементарног кисеоника и његових једињења угљеник(IV) оксида и воде. Вероватно је сав елементарни кисеоник присутан у атмосфери настао фотосинтезом. Иако се стално троши за животне процесе организама који дишу, за горење и индустријске процесе, његов је запремински удео у ваздуху сталан. Дакле, успостављена је природна динамичка равнотежа - његов кружни ток.
Кружни ток кисеоника је сложен, јер се кисеоник у природи осим елементарног облика, јавља и у виду веома великог броја хемијских једињења. Поједностављено се можемо описати као процес у којем суделују биљке, животиње и човек са својим активностима, те Сунчева енергија. Ваздушни омотач Земље с запреминским уделом кисеоника од 21% садржи око 1 200,000 милијарди тона слободног кисеоника (1,2 x 1014 t).